# Kointegration
Die Kointegration im Kontext der Zeitreihenanalyse und Ökonometrie ist eine Beziehung zwischen zwei oder mehr instationären (integrierten) Variablen, die ein langfristiges Gleichgewicht aufweisen. 

## Allgemeines
Das Konzept der Kointegration geht auf den Briten Clive W. J. Granger und den US-Amerikaner Robert F. Engle zurück. Beide erhielten am 8. Oktober 2003 für ihre Analysen den Nobelpreis für Wirtschaftswissenschaften. Grundlage war Grangers Arbeit „Methoden zur Analyse ökonomischer Zeitreihen mit gemeinsam veränderlichen Trends (Kointegration)“.  Als Beispiele nannte die Königlich Schwedische Akademie der Wissenschaften den Zusammenhang zwischen Vermögen und Konsum, Wechselkursen und Preisniveau oder kurzfristigen und langfristigen Zinssätzen.
Über das Engle-Granger-Repräsentationstheorem aus 1987 lässt sich eine Beziehung zwischen dem Konzept der Kointegration von Variablen und einem Fehlerkorrekturmodell herstellen. Dieses besagt, dass zu jedem Kointegrationsmodell ein Fehlerkorrekturmodell existiert, das die Kurzfristdynamik des Systems beschreibt.

## Mathematische Definition
Kointegration liegt vor, wenn eine Linearkombination stochastischer Prozesse, die alle vom gleichen Grade {\displaystyle d} integriert sind, integriert ist vom Grade {\displaystyle d^{*}} mit
{\displaystyle d^{*}<d}.
Eine solche Linearkombination heißt Kointegrations-Beziehung, und die Prozesse heißen kointegriert, was bedeutet, dass zwischen ihnen eine langfristige Beziehung besteht. Ist eine Linearkombination nicht-stationärer stochastischer Prozesse – die alle vom gleichen Grade integriert sind – ein stationärer Prozess, dann heißen diese Prozesse kointegriert.

## Anwendung
Die Kointegration wird bei trendbehafteten Zeitreihen (instationäre Zeitreihen) angewendet. Sie stellt dabei eine Alternative zu einer Trendbereinigung etwa durch Differenzenbildung dar. Trendbereinigung wird oft vorgeschlagen, um Scheinregressionen zu vermeiden. Der Nachteil dieser Behandlung der Instationarität ist jedoch, dass durch die Bereinigung Informationen verloren gehen. Hier liegt der Vorteil der Arbeit mit Niveauvariablen bzw. der Kointegration. Langfristige Gleichgewichtsbeziehungen können erkannt und analysiert werden.

## Beispiel Spot- und Terminmärkte
Heftig diskutiert wird im Finanzwesen die Frage nach einer Kointegrations-Beziehung zwischen Spot- und Terminmarkt, die ein langfristiges Marktgleichgewicht zwischen beiden erfordert, aber kurzfristige Ungleichgewichte zulässt. Wird eine Kointegrations-Beziehung für ein bestimmtes Handelsobjekt angenommen, so ist dies ein Indiz dafür, dass sich der Kassakurs und der Terminkurs langfristig gemeinsam entwickeln und sich in einem langfristigen Gleichgewicht befinden, von dem kurzfristige Abweichungen möglich sind. Den Preiszusammenhang zwischen Termin- und Kassakursen mittels Kointegrationsanalyse untersuchten unter anderem Autoren erstmals 1991 für Kaffee, Mais, Baumwolle, Gold, Sojabohnen und Rindfleisch (Commodities). Interpretiert man die Preisdifferenzen zwischen Spot- und Terminmarkt vereinfacht als Finanzierungskosten, so lassen sich die kontemporären Preisbeziehungen wie folgt umschreiben:
{\displaystyle F_{t}=P_{t}+i+t_{t}}.
Dabei sind  {\displaystyle F_{t}} der logarithmierte Terminmarktpreis, {\displaystyle P_{t}} der logarithmierte Kassamarktpreis, {\displaystyle i} die Zinsen und {\displaystyle t_{t}} die Restlaufzeit des Finanzkontraktes.
Dagegen geht die Marktsegmentierungstheorie davon aus, dass auf den Finanzmärkten kein Zusammenhang zwischen kurzfristigen, mittelfristigen und langfristigen Zinssätzen besteht und diese sich unabhängig voneinander entwickeln.

## Sonstiges
Clive W. J. Granger und Robert F. Engle sind unter anderem für ihre Arbeiten über Kointegration 2003 mit dem Preis für Wirtschaftswissenschaften der schwedischen Reichsbank im Gedenken an Alfred Nobel ausgezeichnet worden.